# 非常时共产党
非常时共产党（日语：／）是对二战前处于非法状态的日本共产党的称呼，特别是指1931年（昭和六年）初至次年1932年（昭和七年）底，由风间丈吉等人领导的日本共产党。需要注意的是，这一称呼来源于风间丈吉所著的狱中手记《“非常时”共产党》，现今的日本共产党并不承认这一名称为正式称谓。